# Radzyń Podlaski (Landgemeinde)
Die Gmina wiejska Radzyń Podlaski ist eine Landgemeinde im Powiat Radzyński der Woiwodschaft Lublin in Polen, Sitz der Gemeinde ist die Kreisstadt Radzyń Podlaski, die jedoch der Landgemeinde nicht angehört. Die Landgemeinde hat eine Fläche von 155,2 km² und 8081 Einwohner (Stand 31. Dezember 2020).

## Verwaltungsgeschichte
Von 1975 bis 1998 gehörte die Gmina zur Woiwodschaft Biała Podlaska.

## Gliederung
Zur Landgemeinde Radzyń Podlaski gehören folgende 20 Schulzenämter:
Biała
Białka
Bedlno
Bedlno Radzyńskie
Branica Radzyńska
Branica Radzyńska-Kolonia
Brzostówiec
Główne
Jaski
Marynin
Paszki Duże
Paszki Małe
Płudy
Radowiec
Siedlanów
Stasinów
Ustrzesz
Zabiele
Zbulitów Duży
Żabików